# Selaginella kerstingii
Selaginella kerstingii är en mosslummerväxtart som beskrevs av Georg Hans Emmo Emo Wolfgang Hieronymus. Selaginella kerstingii ingår i släktet mosslumrar, och familjen mosslummerväxter. Utöver nominatformen finns också underarten S. k. brevimucronata.